# Musée national de la Marine
Musée national de la Marine (Narodni muzej vojne mornarice) je narodni pomorski muzej, ki se nahaja v Palais de Chaillot, Trocadéro (XVIe arrondissement, Pariz).